# Nimonic
Nimonic är en stållegering som till stor del består av nickel och krom.
Nimonic stålet är mycket starkt även vid höga temperaturer, och används därför bland annat som material till ventiler i förbränningsmotorer.